# Pandeli Cale
Pandeli Cale (nevének ejtése pandɛli t͡salɛ; Görice, 1874. március 28. – Szaloniki, 1923. augusztus 3.) albán politikus. Az albán nemzeti függetlenségi mozgalomnak, majd a nemzetállammá válás politikai közéletének egyik meghatározó alakja, 1912–1914-ben Albánia első mezőgazdasági minisztere volt.

## Életútja
Családja kisgyermekkorában kivándorolt és Egyiptomban telepedett le. Középiskolai tanulmányait egy francia oktatási nyelvű alexandriai iskolában végezte el. 1900-ban Bukarestbe költözött – ahol szintén nagyszámban éltek albán emigránsok –, majd 1904-ben visszatért szülőhazájába, Albániába, s kereskedelmi tevékenységbe kezdett. Emellett Themistokli Gërmenjivel és Midhat Frashërivel Szalonikiben megalapították az Ortodox Liga (Lidhja Orthodokse) néven ismert nacionalista albán titkos szervezetet, amelynek 1909-ben Cale lett a vezetője.
Az 1910 és 1912 közötti Porta-ellenes fegyveres felkelések idején saját szabadcsapata élén harcolt Korça vidékén, bár egyes kortársai utóbb ütközetekbe nem bocsátkozó, katonai látszattevékenységgel vádolták Cale gerillaalakulatát. 1912. november 28-án részt vett a vlorai nemzetgyűlésen, ahol a megjelentek kikiáltották Albánia függetlenségét. A november 29-én felálló, Ismail Qemali vezette ideiglenes kormányban Cale mezőgazdasági miniszteri kinevezést kapott (tárcája irányította az ipari és kereskedelmi ügyeket is), majd 1913. március 30-án a közmunkaügyi minisztérium vezetését vette át Midhat Frashëritől. 1913 szeptemberében egészségügyi kezelések céljából a svájci Lausanne-ba utazott. 1914 januárjában, a Qemali-kormány felbomlását követő időben utazott haza Albániába, s bekapcsolódott a dél-albániai területekre behatoló görög csapatok elleni harcba. 1914. június 9-én létrehozott, majd elnökként irányított egy a harctéren megsebesült katonákat támogató bizottságot.
Ezt követően az első világháború éveit emigrációban töltötte Svájcban, Ukrajnában, Bulgáriában és Franciaországban. Az 1919-es esztendő már ismét Albániában találta Calét. 1920. május 15-én egyike volt a görög–albán államhatárt rögzítő kapshticai protokoll aláíróinak, és még ugyanabban az évben Korça prefektusává nevezték ki. 1921 februárjától haláláig tagja volt a lushnjai kongresszust követően felálló új albán nemzetgyűlésnek. Szaloniki kórházi kezelése idején halt meg.